# كارلو ماكورميك
كارلو ماكورميك (بالإنجليزية: Carlo McCormick)‏ هو صحفي أمريكي، ولد في 17 مايو 1960.